# اعتبار (فیلم)
اعتبار (انگلیسی: Trust) فیلمی در ژانر ترسناک است که در سال ۲۰۰۴ منتشر شد. از بازیگران آن می‌توان به آمیتاب باچان، جان آبراهام، و بیپاشا باسو اشاره کرد.